# Rauris
Rauris ist eine Marktgemeinde im Salzburger Land im Bezirk Zell am See in Österreich mit 3086 Einwohnern (Stand 1. Jänner 2024).

## Geografie

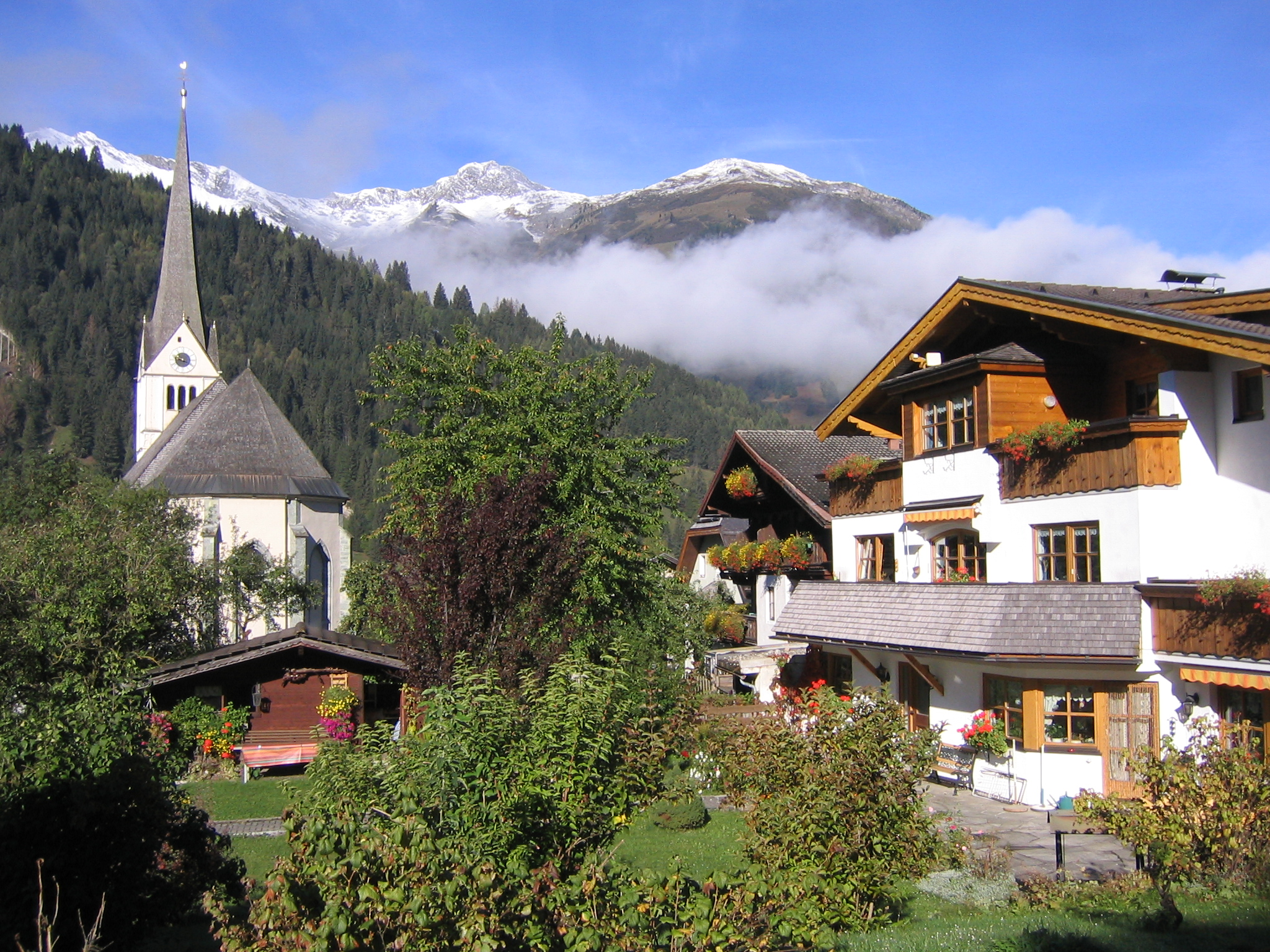
Rauris

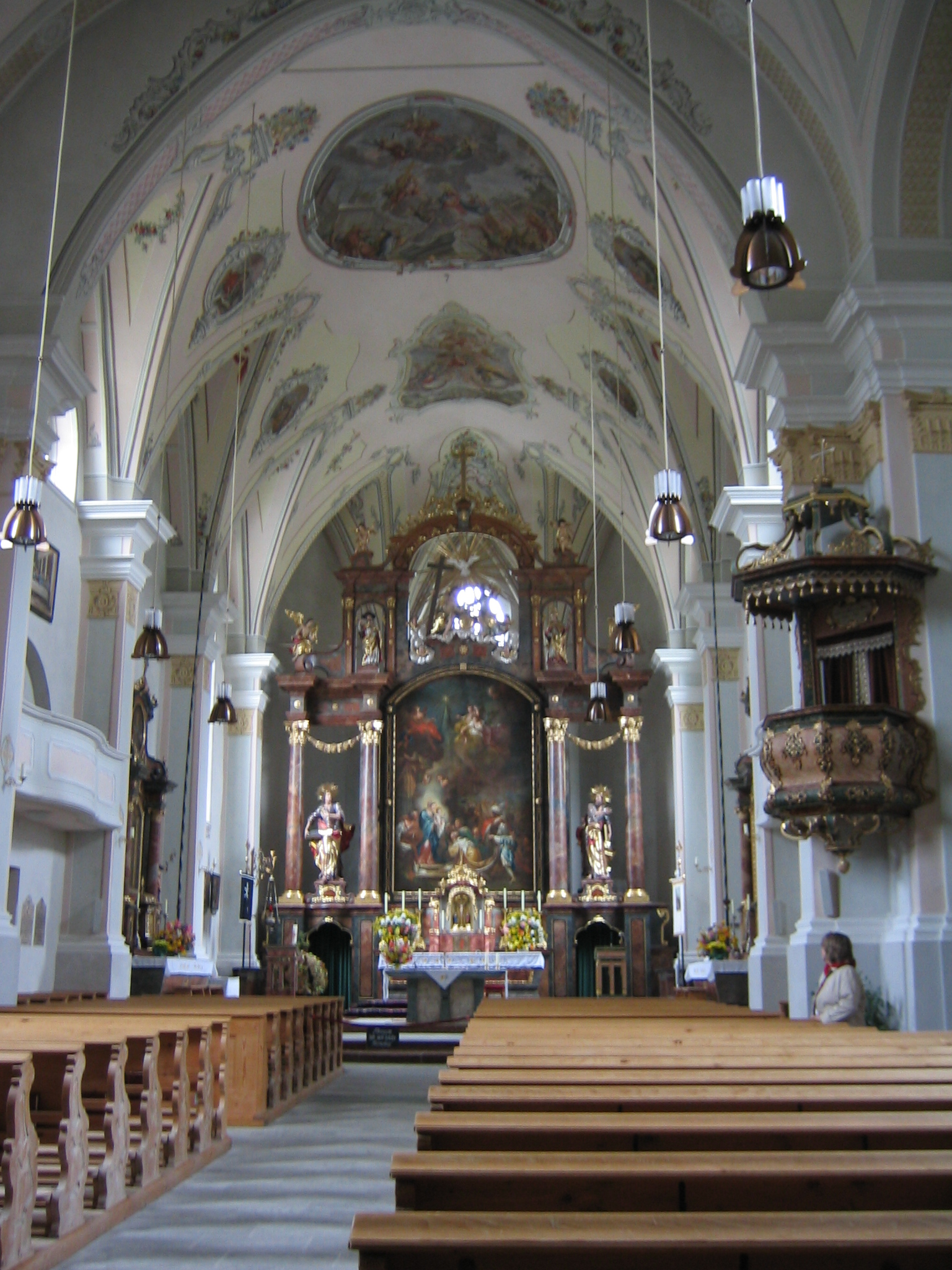
Pfarrkirche hll. Jakob und Martin

Die Gemeinde liegt im Pinzgau im Salzburger Land an der Rauriser Ache unterhalb der Sonnblickgruppe im Herzen des Nationalparks Hohe Tauern und erstreckt sich über das Raurisertal. Rauris ist die flächenmäßig größte Gemeinde im Salzburger Land.

### Gemeindegliederung
Das Gemeindegebiet umfasst folgende sechs Ortschaften (in Klammern Einwohnerzahl Stand 1. Jänner 2024):
- Bucheben (157)
- Rauris (1117)
- Seidlwinkl (423)
- Unterland (393)
- Vorstandrevier (465)
- Wörtherberg (531)

Die Gemeinde besteht aus den Katastralgemeinden Bucheben, Rauris, Seidlwinkl, Unterland, Vorstandrevier und Wörtherberg.
Bis Ende 2002 gehörte die Gemeinde zum Gerichtsbezirk Taxenbach, seit 2003 ist sie Teil des Gerichtsbezirks Zell am See.

### Nachbargemeinden
| Taxenbach         | Lend                                        | Dorfgastein (JO)                     |
| Fusch             | Kompassrose, die auf Nachbargemeinden zeigt | Bad Hofgastein (JO) Bad Gastein (JO) |
| Heiligenblut (SP) | Großkirchheim (SP)                          | Flattach (SP)                        |

### Klima
|                        | Jan  | Feb  | Mär  | Apr  | Mai  | Jun  | Jul  | Aug  | Sep  | Okt  | Nov  | Dez  |   |      |
| Mittl. Temperatur (°C) | −4,6 | −2,9 | 1,3  | 5,7  | 10,5 | 13,5 | 15,4 | 14,6 | 10,7 | 6,4  | 0,8  | −3,2 | ⌀ | 5,7  |
| Mittl. Tagesmax. (°C)  | 1,2  | 3,6  | 7,9  | 12,7 | 17,8 | 20,4 | 22,7 | 22,0 | 18,1 | 13,7 | 6,3  | 1,9  | ⌀ | 12,4 |
| Mittl. Tagesmin. (°C)  | −8,6 | −7,1 | −2,9 | 0,8  | 4,9  | 8,1  | 10,1 | 9,8  | 6,2  | 2,1  | −2,7 | −6,8 | ⌀ | 1,2  |
|                        |      |      |      |      |      |      |      |      |      |      |      |      |   |      |
| Niederschlag (mm)      | 54   | 48   | 64   | 61   | 98   | 139  | 165  | 152  | 106  | 76   | 66   | 60   | Σ | 1089 |
|                        |      |      |      |      |      |      |      |      |      |      |      |      |   |      |
| Luftfeuchtigkeit (%)   | 70,0 | 60,6 | 54,3 | 47,6 | 48,4 | 53,1 | 53,3 | 54,6 | 56,7 | 58,4 | 68,3 | 72,8 | ⌀ | 58,2 |

| −8,6 |

| −7,1 |

| −2,9 |

| 0,8 |

| 4,9 |

| 8,1 |

| 10,1 |

| 9,8 |

| 6,2 |

| 2,1 |

| −2,7 |

| −6,8 |

| −8,6 |

| −7,1 |

| −2,9 |

| 0,8 |

| 4,9 |

| 8,1 |

| 10,1 |

| 9,8 |

| 6,2 |

| 2,1 |

| −2,7 |

| −6,8 |

## Geschichte
Historische Entwicklung

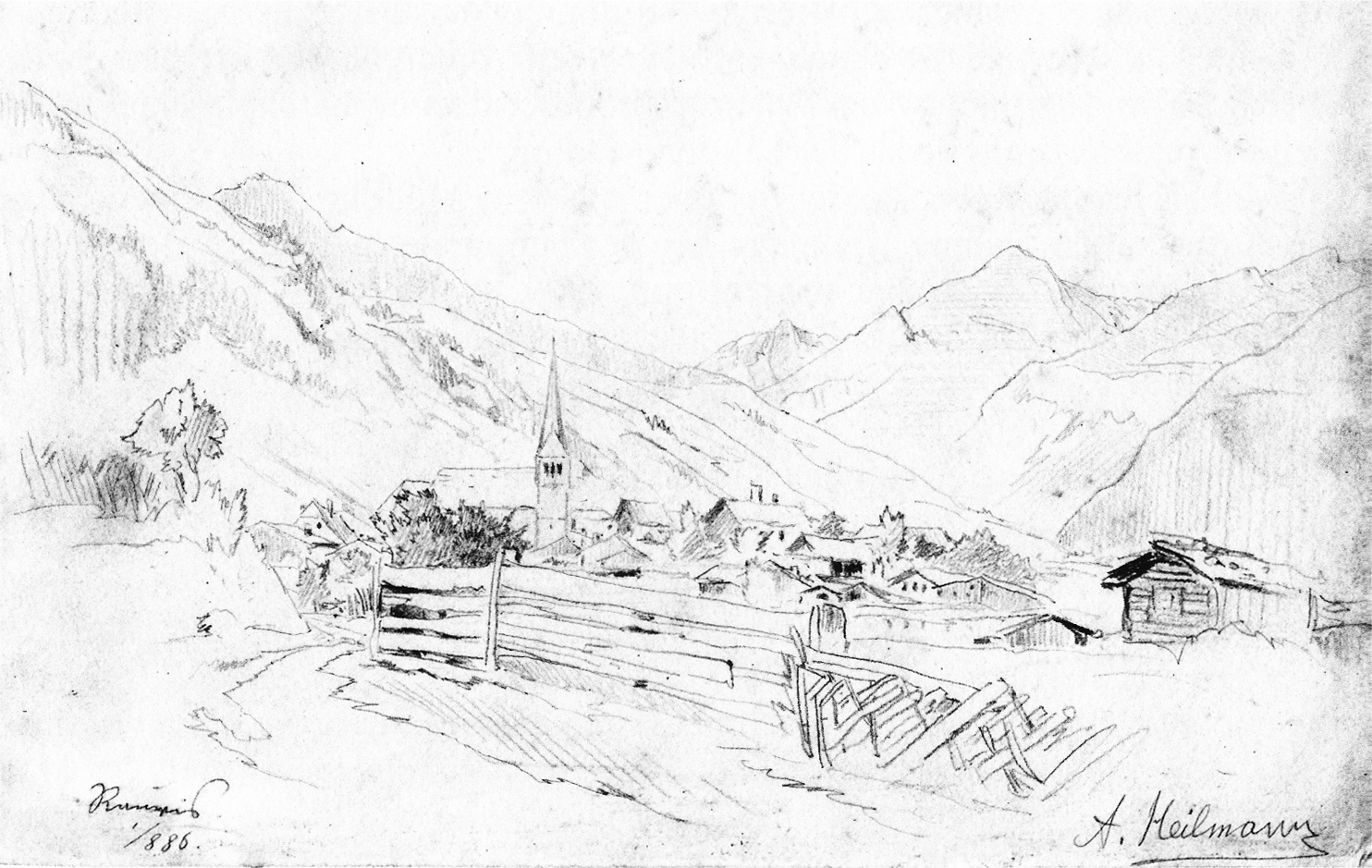
Bleistiftzeichnung von Anton Paul Heilmann

Das Raurisertal ist eines der wenigen dauernd besiedelten Tauerntäler. Dass die Wege über den Rauriser Tauern (Hochtor) schon sehr früh begangen waren, zeigen verschiedene Funde, wie der eines massiven, vergoldeten Halsringes auf der Maschlalm, der aus der Latènezeit um 400 v. Chr. stammt. Im Markt wurden sechs Silbermünzen gefunden, von denen drei den Kopf König Philipps von Makedonien, der 360 bis 336 v. Chr. auf dem Balkan regierte, zeigen.
Weitere Funde sind eine kleine Herkulesstatue aus der Römerzeit, bedeutende noch ältere Funde ein Bronzeschwert aus der Zeit 1300 v. Chr., sowie ein Skarabäus aus der Zeit Ramses II. um 1200 v. Chr.
Besiedelung
Die Besiedlung des Tales erfolgte von Süden her. Sie begann mit dem Anlegen von Schwaigen im 12. Jahrhundert. Der heutige Ort Rauris wurde früher nach dem Gaisbach, auf dessen Schwemmkegel er errichtet wurde, benannt und ist bereits 1120 urkundlich erwähnt. 1122, als Bischof Heinrich von Freising seinem Bruder Graf Friedrich von Peilstein hier zwei Höfe übergab, scheint erstmals der Name Rurise auf und bezeichnete das ganze Tal.
Die Etymologie des Namens ist ungeklärt, und wird, wie beim benachbarten Gastein, auf sicherlich vorbairische Herkunft zurückgeführt. Möglich erscheint etwa die gemeinsame indogermanische Wurzel *ru/*reu für Flüsse, die hier wie in den Nachbartälern ebenfalls slawisch oder direkt romanisch vermittelt ist.
Fuhrwerks- und Saumverkehr
Bereits 1230 ist Wörth als wichtiger Umschlagplatz für Fuhrwerk- und Saumverkehr über die Tauern nach Süden (Seidlwinkl) und ins Bergbaugebiet (Hüttwinkl) nachweisbar.
Das Seidlwinkltal bildete den östlichen Zugang zum Heiligenbluter Tauern (Hochtor), der gegenüber allen anderen Tauernübergängen den Vorteil hatte, länger offen zu sein. Dies führte dort auch zur Errichtung des bis heute erhaltenen Rauriser Tauernhauses, das wie die übrigen Tauernhäuser in anderen Tälern Versorgungs- und Betreuungspflichten für die Handel treibenden Säumer hatte und bereits 1491 das Schankrecht bekam.
Pass Rauris
In Rauris befand sich das Pass- und Schrankenhaus in der Rauris. Diese Passstelle diente vorwiegend der Lebensmittel- und Seuchenkontrolle für die Bergwerke in Rauris, zudem war es gegen den Alkoholschmuggel über den Tauern eingerichtet. Durch das Rauriser Tal führte der einzig auch über den Winter offene Tauernübergang. Es liegt deshalb die Vermutung nahe, dass es neben der Passstation in Rauris auch eine Befestigungsanlage gegeben habe. Diese wird in 1100 m Seehöhe auf einem Geländevorsprung des Wörthberges bei dem heutigen Bauernhof Burgstall vermutet.
Bereits 1706 war das Schrankenhaus stark baufällig. Nach der Protestantenausweisung 1731–1733 unter Fürsterzbischof Leopold Anton von Firmian wurde die Missionstätigkeit durch die Franziskaner vorangetrieben, um ein Wiedererstarken des Protestantismus im Land zu verhindern. 1744 versuchten sie von Hundsdorf aus, in Rauris ein Wachthaus zu errichten, um das „heimliche Einschleichen“ von Protestanten aus  Heiligenblut in Kärnten zu verhindern, da der Schranken in Rauris diese Funktion nicht übernehmen konnte, da er leicht zu umgehen war. Zudem sollte das gemauerte Schrankenhaus dem Gerichtsdiener übergeben und dort ein Gefängnis eingerichtet werden. Obwohl der Landschaft durch die Militär-Patrouillen hohe Kosten entstanden, wurde ein Neubau der Passstation abgelehnt.
Entstehung der Pfarre Rauris
1203 erbaute Chrysant von Einöd eine Kapelle zu Ehren des hl. Michael. 1339 wird der Neubau der Kirche beantragt und 15 Jahre später bereits fertiggestellt. Die Wiederherstellung und der Neubau der Kirche finden 1411 abermals urkundliche Erwähnung. Erst seit 1858 besteht eine eigene Pfarre in Rauris. Die Pfarrkirche von Rauris ist dem hll. Martin und Jakob geweiht.
Der Goldbergbau 
Bedeutung erlangte das Tal durch den Goldbergbau, der schon 1354 urkundlich belegt werden kann. Von 1377 bis 1802 hatte Rauris ein eigenes Land- und Berggericht. Der Bergbau erlebte seine Blütezeit im 15. und 16. Jahrhundert. Vom Wohlstand dieser Zeit zeugen noch die Gewerkenhäuser mit Kielbogentoren und Erkern. Um 1500 hatte das Tal mehr als 3.000 Bewohner.
Ab 1636 wurde der Goldbergbau von den Erzbischöfen aus Salzburg betrieben.
Der Markt
1478 scheint für Rauris erstmals die Bezeichnung „Markt“ auf.
1884 bestätigte Kaiser Franz Josef das Marktrecht.
1928 wurde dieses neuerlich verliehen.
Im Zuge der Protestantenvertreibung im Jahr 1732 mussten 166 Protestanten das Raurisertal verlassen.
Das 20. Jahrhundert Goldbergbau und Imhofstollen
Nachdem zu Beginn dieses Jahrhunderts der Goldbergbau im Gasteiner- und Raurisertal fast völlig zum Erliegen gekommen war, versuchte OBR Dipl.-Ing. Imhof, und nach dem Anschluss Österreichs an das Deutsche Reich die Preußische Bergwerks- und Hütten AG (Preussag), den Goldbergbau wieder zu beleben. In dieser Zeit wurde auch der über 5 km lange Imhofstollen fertig gestellt, der das Raurisertal mit dem Gasteinertal verbindet und von dem aus weitere Stollen zu Erzvorkommen führen. Der Bergbau wurde jedoch 1944 wieder eingestellt, nachdem sich die Erzvorkommen nicht als ausgiebig genug zeigten. Von 1947 bis 1951 gab es Touristenzüge und Führungen im Stollen, die aber mangels Rentabilität und Finanzierungsmöglichkeiten für die Sicherheitsvorkehrungen eingestellt wurden. Am Beginn der 1990er-Jahre wurde der Stollen neuerlich für touristische Zwecke geöffnet und an ihm ein kleines Bergbaumuseum geschaffen, eine Stollenbahn mit akkumulatorgetriebenen Lokomotiven führte Besucherzüge mit einer Fahrzeit von ca. 30 Minuten zwischen dem Naßfeld bei Gastein und dem Raurisertal. Das war wirtschaftlich nicht erfolgreich. Seit 1992 ist der Stollen versperrt und für die Öffentlichkeit unzugänglich.
In der jüngsten Zeit wurde eine mögliche Wiederaufnahme des Goldabbaues in der Öffentlichkeit ausführlich diskutiert, jedoch von der Marktgemeinde Rauris und den Gemeinden des Gasteinertales als umwelt- und fremdenverkehrsgefährdend abgelehnt.

## Kultur und Sehenswürdigkeiten

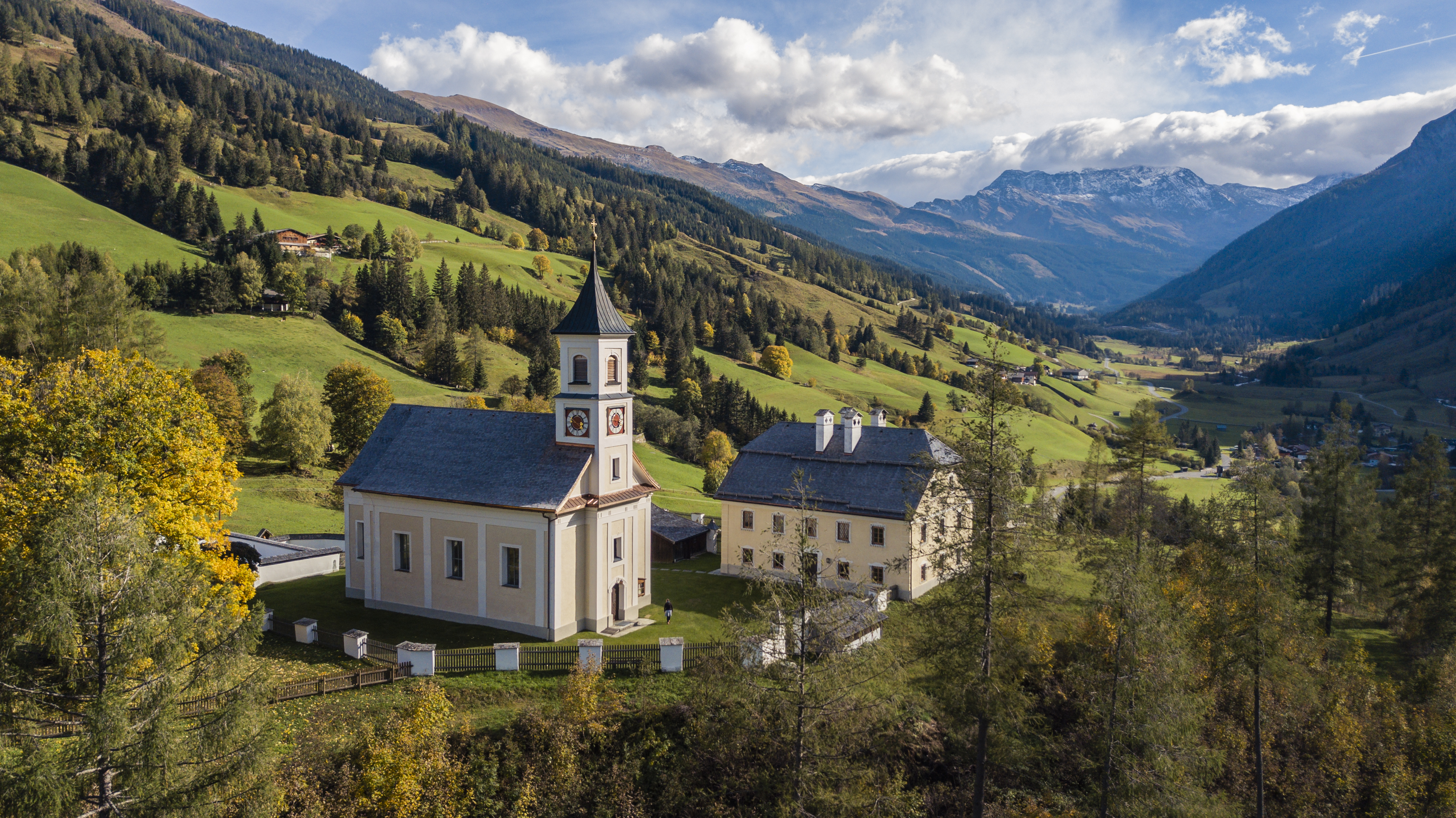
Pfarrkirche Bucheben

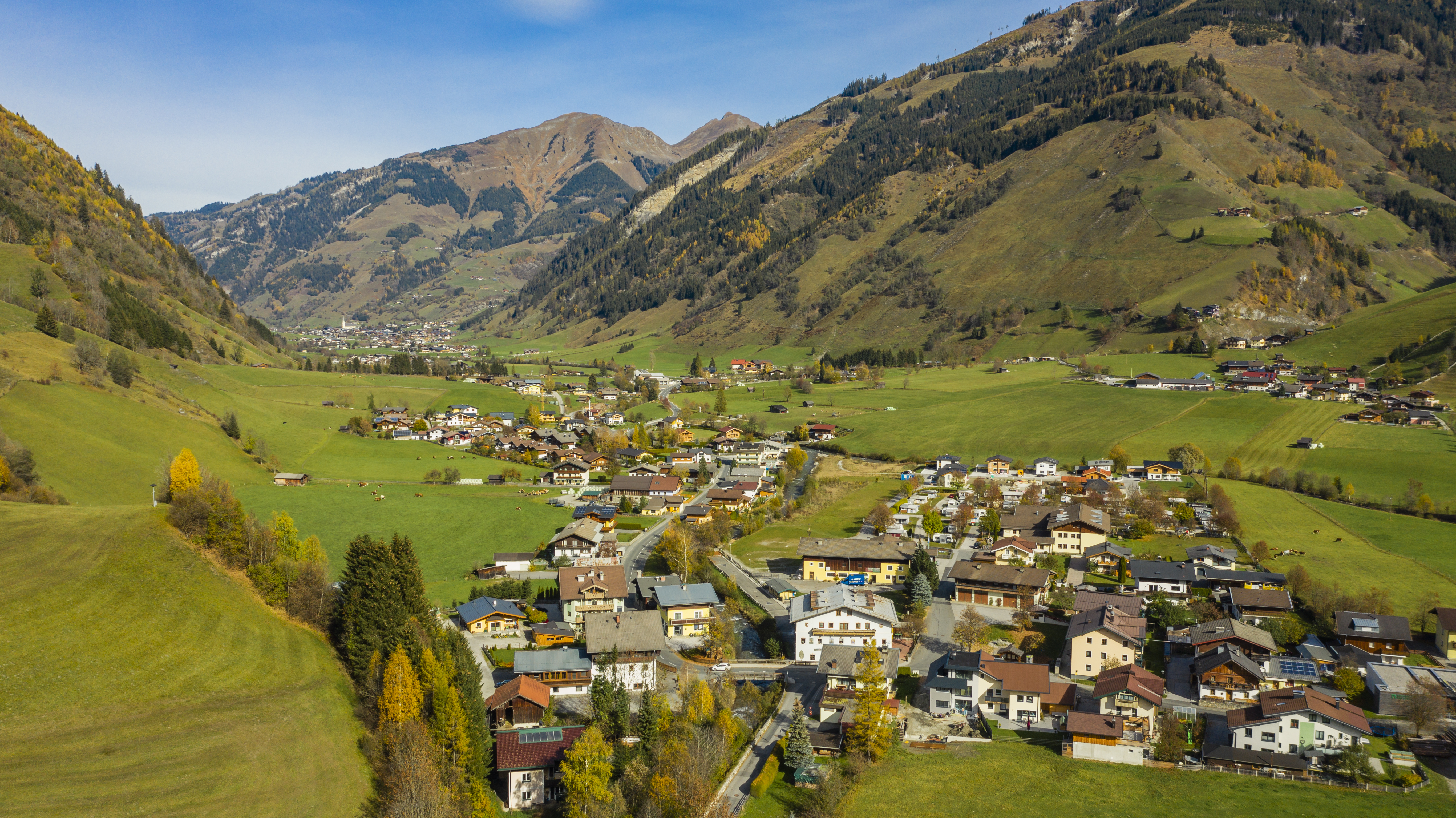
Blick auf Wörth

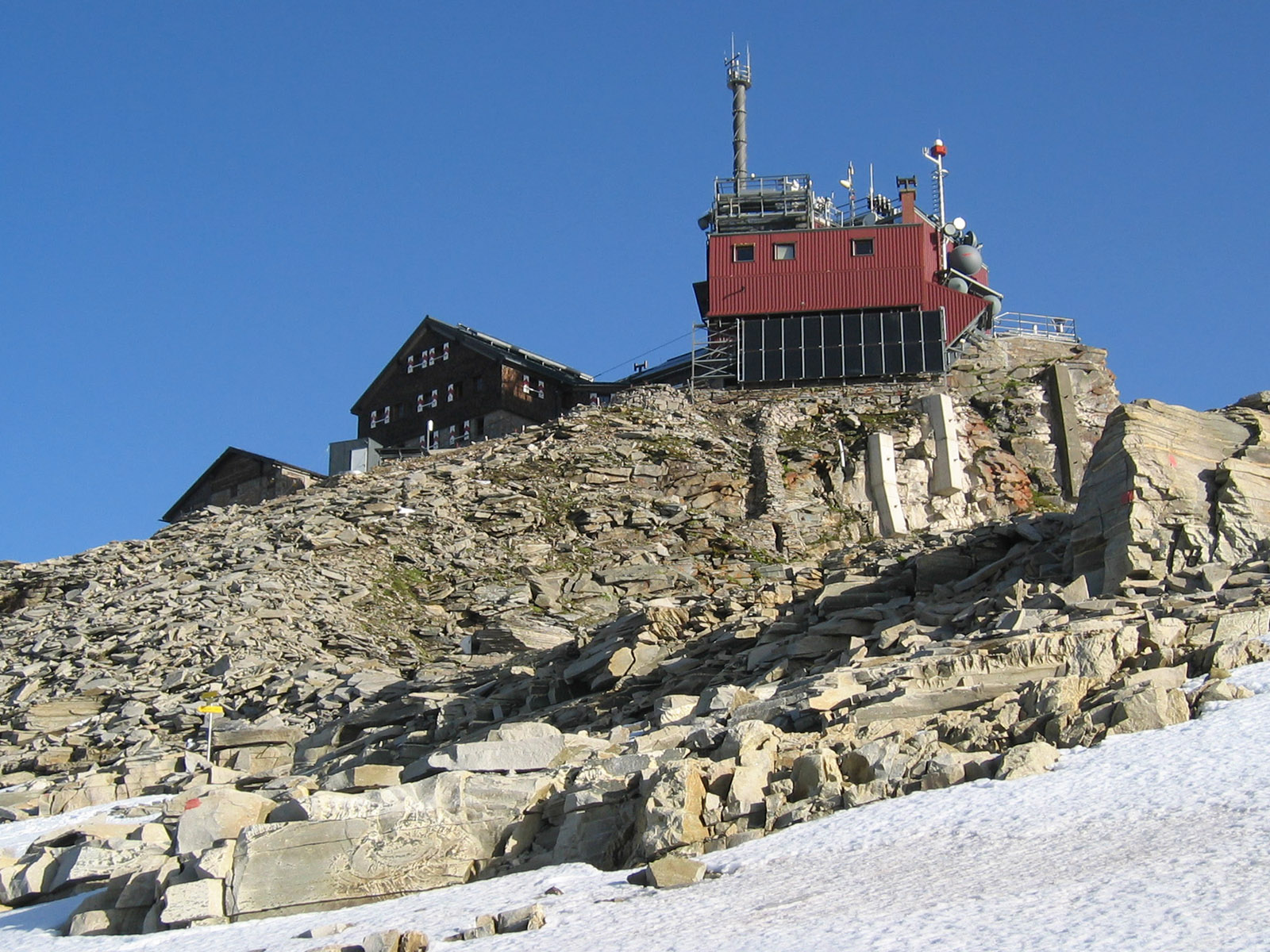
Zittelhaus, Observatorium Sonnblick

- Katholische Pfarrkirche Bucheben Hll. Hieronymus und Leonhard
- Katholische Pfarrkirche Rauris Hll. Jakob und Martin[8]
- Observatorium Sonnblick: Der Gewerke Ignaz Rojacher belebte im 19. Jahrhundert abermals den Goldbergbau. Er errichtete 1886 unter sehr schwierigen Umständen die Wetterwarte auf dem Hohen Sonnblick als weltweit erste und höchstgelegene meteorologische Beobachtungsstation. Die Materialseilbahn auf den Sonnblick zur Versorgung der Wetterwarte wurde 1954 fertiggestellt. Bis dahin musste alles, was benötigt wurde, vom Tal auf den Gipfel getragen werden.
- In Rauris finden seit 1971 jedes Jahr im Frühjahr die Rauriser Literaturtage statt.
- Im Sommer 2017 fanden die Dreharbeiten zur Fernsehfilmreihe St. Josef am Berg in Rauris statt.[9]

## Wirtschaft und Infrastruktur
Rauris ist ein zweisaisonaler Fremdenverkehrsort mit über 420.000 Übernachtungen pro Jahr. Mit dem Zentralalpenweg und dem Rupertiweg führen zwei österreichische Weitwanderwege durch den Ort.
Des Weiteren werden in Rauris Marmor und Quarzit gebrochen. Das in Familienbesitz befindliche Rauriser Natursteinzentrum baut in zwei Steinbrüchen laut eigenen Angaben jährlich 50.000 Tonnen Gestein ab.

## Natur und Umwelt
Bartgeier: Im Rahmen des Projektes zur Wiederansiedlung des Bartgeiers in den Alpen wurden alpenweit mehr als 200 Junggeier freigelassen. Die ersten Auswilderungen erfolgten 1986 im Krumltal.

## Politik

### Gemeinderat
| Gemeinderatswahl 2024Wahlbeteiligung: 83,8 % 706050403020100 64,9 % (+2,5 %p)35,1 % (+8,3 %p)n. k. % (−10,8 %p) SPÖÖVPWGR20192024 |

Die Gemeindevertretung hat insgesamt 19 Mitglieder.
- Mit den Gemeindevertretungs- und Bürgermeisterwahlen in Salzburg 2004 hatte die Gemeindevertretung folgende Verteilung: 9 ÖVP, 7 WGR und 3 SPÖ.
- Mit den Gemeindevertretungs- und Bürgermeisterwahlen in Salzburg 2009 hatte die Gemeindevertretung folgende Verteilung: 9 ÖVP, 6 WGR und 4 SPÖ.[12]
- Mit den Gemeindevertretungs- und Bürgermeisterwahlen in Salzburg 2014 hatte die Gemeindevertretung folgende Verteilung: 8 ÖVP, 7 SPÖ und 4 WGR.[13]
- Mit den Gemeindevertretungs- und Bürgermeisterwahlen in Salzburg 2019 hatte die Gemeindevertretung folgende Verteilung: 12 SPÖ, 5 ÖVP und 2 WGR.[14]
- Mit den Gemeindevertretungs- und Bürgermeisterwahlen in Salzburg 2024 hat die Gemeindevertretung folgende Verteilung: 12 SPÖ und 7 ÖVP.[15]

### Bürgermeister
- 1971–1974 Siegfried Rasser (ÖVP)[16]
- 1974–1984 Anton Altenhuber (ÖVP)[17]
- 1984–1989 Otto Kaiserer (ÖVP)[18]
- 1989–2014 Robert Reiter (ÖVP)[19]
- seit 2014 Peter Loitfellner (SPÖ)[20]

### Wappen
Das Wappen ist ein von rot-gold schräglinks geteiltes Schild, wo oben aus der Teilungslinie eine Ziege wächst und unten zwei gekreuzte, schwarze Bergwerkshämmer abgebildet sind.
Im Wappen stellt die Ziege eine Anspielung an den ehemaligen Namen des Marktes Rauris, der früher „Gaisbach“ hieß, dar, während die Bergwerkhämmer an den einstigen Goldbergbau im Tal und an die Bedeutung des Ortes als Sitz von Gewerken erinnern.

## Söhne und Töchter der Gemeinde
- Hieronymus von Bayer (1792–1876), Rechtswissenschaftler und Professor
- Ignaz Rojacher (1844–1891), Bergwerksbesitzer und Erbauer des Sonnblickobservatoriums auf dem Hohen Sonnblick im Raurisertal in den Hohen Tauern
- Ulrike Maier (1967–1994), Skirennläuferin
- Reinhard Schwabenitzky (1947–2022), Filmregisseur, Produzent und Drehbuchautor
- Paul Gerstgraser (* 1995), Nordischer Kombinierer
- Erika Scherer (* 1958), österreichische Schriftstellerin und Buchverlegerin